# Esino Lario
Esino Lario là một đô thị trong tỉnh Lecco, trong vùng Lombardia của Ý, cự ly khoảng 60 km về phía bắc của Milan và khoảng 15 km về phía tây bắc của Lecco. Tại thời điểm ngày 31 tháng 12 năm 2004, đô thị này có dân số 772 người và diện tích là 18.7 km².
Đô thị Esino Lario có các frazione (subdivision) Ortanella.
Esino Lario giáp các đô thị: Cortenova, Lierna, Mandello del Lario, Parlasco, Pasturo, Perledo, Primaluna, Taceno, Varenna.